# 格雷斯
格雷斯（英語：Grays）是英國的一座城市，位於埃塞克斯郡，泰晤士河的北岸，倫敦以東的地區。是埃塞克斯郡瑟羅克區最大的都市，並且屬瑟羅克教區。瑟羅克這個名稱來自于撒克遜語，意思是船底。格雷斯這個名字則來自一位名叫Henry de Grey的大臣。
2019年10月23日，39具屍體發現於一輛位於格雷斯的卡車裡（另見2019年英国货车惨案）。

## 外部連結
- Bygone Grays Thurrock - Local history website
- Thurrock Local History Society （页面存档备份，存于）
- Grays （页面存档备份，存于）